# Raúl García Carnero
Raúl García Carnero (La Coruña, 30 aprile 1989) è un ex calciatore spagnolo, di ruolo difensore.

## Carriera
Nella stagione 2009-2010 ha giocato 5 partite in massima serie con il Deportivo; dopo vari anni passati nelle serie minori, nella stagione 2012-2013 ha segnato un gol in 8 presenze in Segunda Division con l'Almeria, con cui ha ottenuto una promozione in massima serie. Nella stagione 2013-2014 è in rosa con l'Almeria, nella Liga. A gennaio 2014 passa all'Alaves, nella seconda serie spagnola; rimane in squadra anche nella stagione 2014-2015.

## Palmarès

### Club

#### Competizioni nazionali
- Segunda División: 1

Alavés: 2015-2016